# Volcán Rincón de la Vieja
Volcán Rincón de la Vieja är en vulkan i Costa Rica. Den ligger i den nordvästra delen av landet, 170 km nordväst om huvudstaden San José. Toppen på Volcán Rincón de la Vieja är 1 916 meter över havet. Vulkanens namn syftar på den lägre och aktiva kratern som ligger 1 895 meter över havet. Den andra kratern heter Santa María.
Terrängen runt Volcán Rincón de la Vieja är bergig söderut, men norrut är den kuperad. Volcán Rincón de la Vieja är den högsta punkten i trakten. Runt Volcán Rincón de la Vieja är det glesbefolkat, med 14 invånare per kvadratkilometer. I omgivningarna runt Volcán Rincón de la Vieja växer i huvudsak städsegrön lövskog.